# 聖洛克
聖洛克（Saint Roch）是中世紀馬略卡王國的一位基督徒。他加入圣方济各第三会 ，隨後來到義大利朝聖。當時義大利受到黑死病肆虐，傳說他以十字聖號、觸摸手等方式治好了許多病人。他在皮亞琴察一度患病，隱居至森林當中被狗幫助，後受到當地一位伯爵庇護並康復。他在沃蓋拉以間諜罪遭到逮捕，死於獄中。16世紀時被教宗額我略十四世封聖。